# Port lotniczy Kaszgar
Port lotniczy Kaszgar (IATA: KHG, ICAO: ZWSH) – port lotniczy położony w Kaszgar, w regionie autonomicznym Xinjiang, w Chińskiej Republice Ludowej.

## Linie lotnicze i połączenia
| Linia Lotnicza          | Kierunek |
| ----------------------- | --- |
| Air China               | 1. Pekin 2. Chengdu-Shuangliu 3. Urumczi |
| Chengdu Airlines        | 1. Altay 2. Aral 3. Chengdu-Shuangliu 4. Karamay 5. Chodżent 6. Kuqa 7. Ruoqiang 8. Tacheng 9. Turfan 10. Urumczi 11. Yining                                                                                           |
| China Eastern Airlines  | 1. Ngari 2. Szanghaj-Hongqiao 3. Szanghaj-Pudong 4. Urumczi 5. Xi’an |
| China Express Airlines  | 1. Aksu 2. Aral 3. Bole 4. Hami 5. Hotan 6. Korla 7. Kuqa 8. Qitai 9. Shache 10. Tumxuk 11. Yining 12. Yutian 13. Zhaosu                                                                                               |
| China Southern Airlines | 1. Aksu 2. Altay 3. Pekin-Daxing 4. Chongqing 5. Guangzhou 6. Hongkong 7. Hotan 8. Islamabad 9. Korla 10. Szanghaj-Hongqiao 11. Szanghaj-Pudong 12. Taxkorgan 13. Urumczi 14. Wuhan 15. Xi’an 16. Yining 17. Zhengzhou |
| Chongqing Airlines      | 1. Chongqing |
| Fuzhou Airlines         | 1. Fuzhou 2. Lanzhou |
| Hainan Airlines         | 1. Pekin 2. Shenzhen 3. Urumczi 4. Zhengzhou |
| Loong Air               | 1. Guangzhou 2. Hangzhou 3. Xi’an 4. Zhengzhou |
| Lucky Air               | 1. Ngari 2. Urumczi |
| Qingdao Airlines        | 1. Changsha 2. Lanzhou |
| Shandong Airlines       | 1. Jinan 2. Urumczi |
| Sichuan Airlines        | 1. Pekin 2. Chengdu-Shuangliu 3. Urumczi |
| Spring Airlines         | 1. Lanzhou |
| Tianjin Airlines        | 1. Urumczi 2. Yining |
| Urumqi Air              | 1. Chengdu-Tianfu 2. Urumczi 3. Zhanjiang 4. Zhengzhou |